# Psychologie du sport
Pour les articles homonymes, voir Psychologie (homonymie).

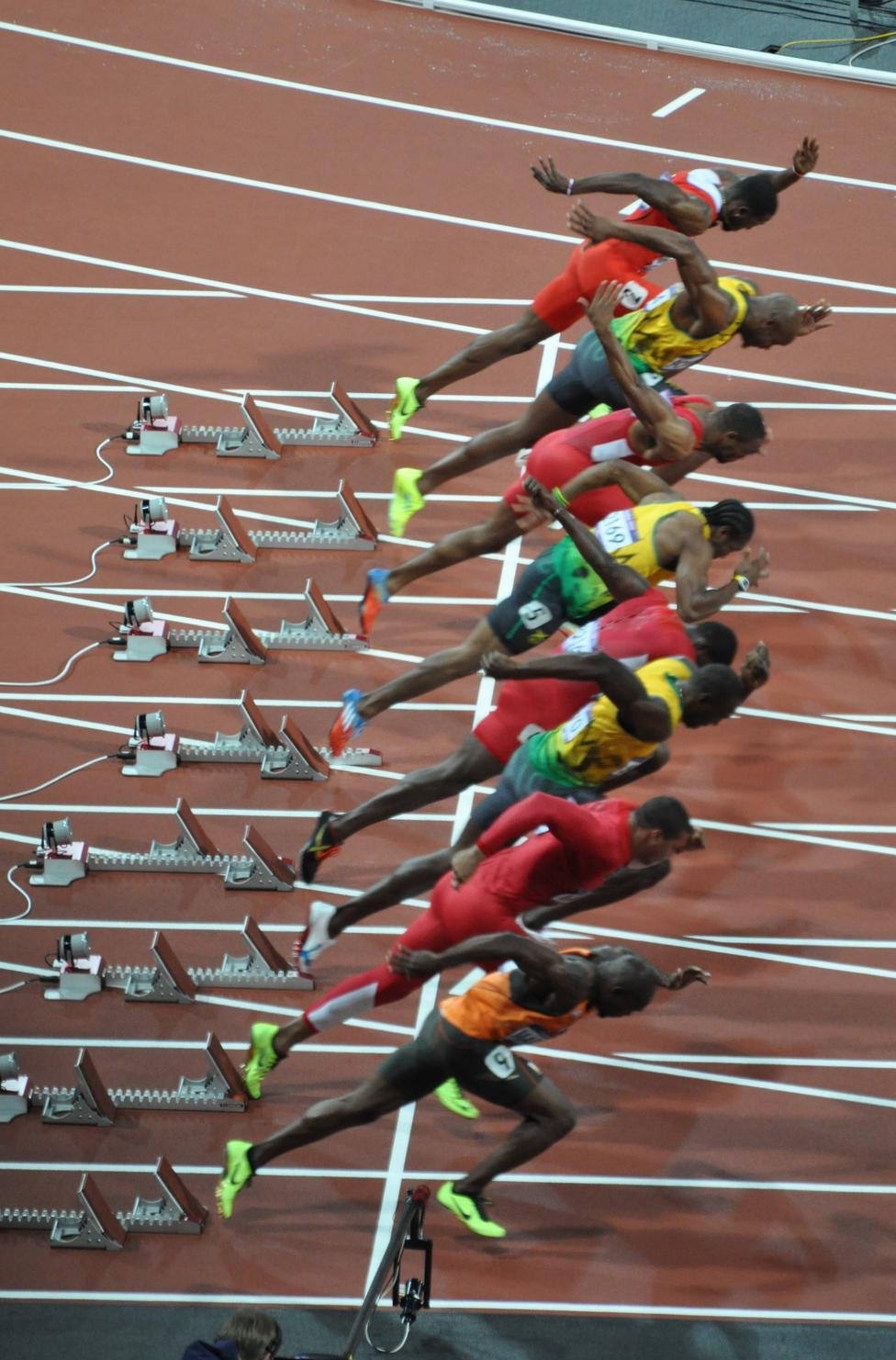
Le départ d'une course brève est un moment de haute intensité psychique, de concentration extrême, ici en 2012 pour un 100 mètres aux Jeux olympiques.

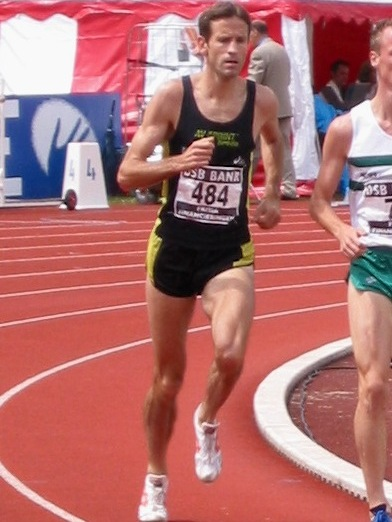
Chaque instant de la course mobilise une quantité importante d'énergie psychique, même si l'entrainement a permis d'automatiser le mouvement (ici : Simon Vroemen, lors du 3 000 mètres steeple aux championnats du monde d'athlétisme aux Pays-Bas)

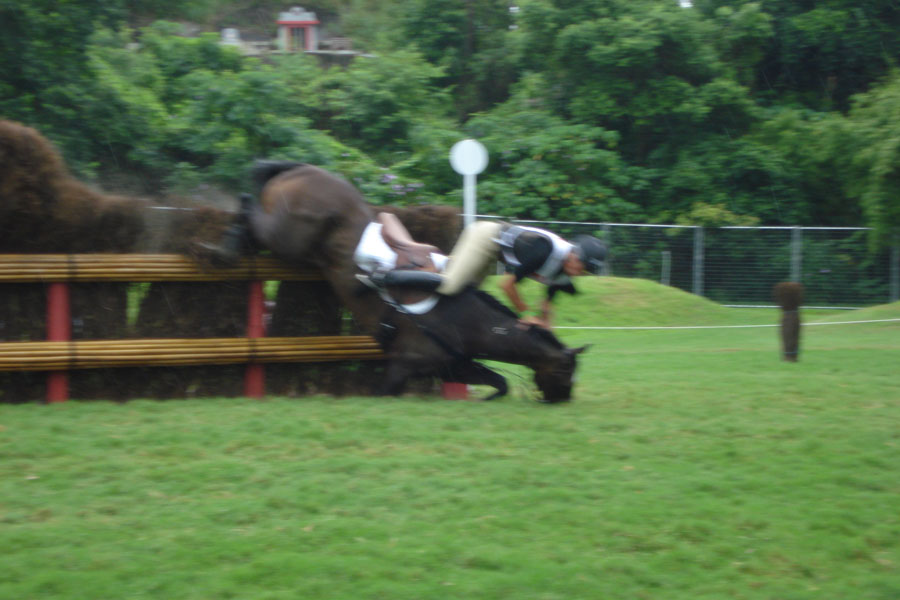
L'accident dans une compétition (ici subi par le néozélandais Andrew Nicholson lors d'un saut d'obstacle de la toute dernière seconde dans le parcours, aux jeux de Pékin en 2008), peut être suivi de séquelles physiques, mais aussi psychologiques pouvant nécessiter l'aide d'un psychologue.

La psychologie du sport, en lien avec la médecine sportive, a pour objet l'étude des aptitudes mentales et psychologiques qui déterminent la performance sportive ou physique. Elle traite aussi des effets psychologiques, positifs et négatifs du sport dans ses différents contextes (compétition ou coopération, sport collectif ou plus ou moins individuels [comme le jogging récréationnel), en incluant les rôles des proches comme les coachs, parents, proches, coéquipiers éventuels, éducateurs, supporter et présence d'un public éventuellement hostile, perturbateur, source de risques (risque de chute durant une course cycliste par exemple) ou bruyant, etc.].
Dans le monde, de nombreuses entités, publiques, associatives ou privées s'occupent de psychologie du sport. Et la santé mentale des athlètes fait l'objet de nombreuses études.
Selon un document de consensus publié en 2018 sous l'égide de la Société internationale de psychologie du sport : « avec la reconnaissance croissante de ce que le sport d'élite peut, mais parfois ne peut pas, offrir à l'athlète, il existe un besoin important d'améliorer la compréhension de ce qu'est la santé mentale dans les contextes sportifs, de comment les chercheurs peuvent l'étudier et comment les organisations sportives peuvent fournir des environnements qui la soutiennent ».
Il existe une subtile différence entre la psychologie du sport et la psychologie sportive.
La psychologie sportive se concentre plus spécifiquement sur la performance et le comportement des athlètes dans des environnements compétitifs. Elle vise à comprendre et à améliorer la manière dont les athlètes atteignent une performance optimale et gèrent les pressions de la compétition. Les interventions dans ce domaine se concentrent sur la partie émotionnelle du sportif. Elles sont souvent conçues pour aider les athlètes à surmonter les obstacles psychologiques, améliorer leur motivation, leur concentration et leur confiance en eux, et à gérer l'anxiété et le stress.
Les deux domaines partagent donc de nombreux points communs et peuvent se chevaucher notamment dans les sujets de recherche et les méthodes d'application. Cependant, la psychologie du sport est plus englobante et peut s'appliquer à une plus vaste population incluant des non-athlètes, tandis que la psychologie sportive est typiquement orientée vers l'amélioration de la performance des athlètes dans les contextes compétitifs.

## Histoire
Après quelques précurseurs, Pierre de Coubertin est parfois considéré comme le premier à proposer une approche de la psychologie du sport, dans un article publiée en 1900.
Cette approche sera notamment développé en Allemagne, en URSS et aux États-Unis. Il faut attendre les années 1970 pour que les Français commencent à s'intéresser à ces travaux.
Le pionnier de la psychologie du sport en France fut Georges Rioux, professeur de psychologie à l'université de Tours; avec au sein de la même université Raymond Chappuis et Raymond Thomas, et Michel Bouet, Professeur de psychologie à l'Université de Rennes II.[réf. nécessaire]
Plus récemment, on a vu apparaitre de nouvelles pratiques sportives (sports mécaniques, jogging) ainsi que des métiers dédiés comme certains coachs sportifs "libéraux" et autres « consultants en préparation mentale » pouvant travailler, par exemple, sur la concentration, la motivation et la gestion du stress et de l'anxiété de l'athlète ou du sportif amateur.
L'exercice physique et les sport sont souvent utilisés comme moyen appoints cognitivo-comportementaux aux traitements classiques de la dépression légère à modérée, et parfois aussi dans le cas de « problèmes de santé mentale complexes tels que la réadaptation de l'alcoolique ou du toxicomane ».
Les grands acteurs du domaine se sont fédérés notamment via la Société internationale de psychologie du sport (ISSP), la Fédération européenne de psychologie du sport (FEPSAC), l'Association de psychologie appliquée du sport (AASP) et l'Association Asie-Pacifique Sud de psychologie du sport (ASPASP).

## Enjeux
« La réalité des athlètes de haut niveau est complexe : elle ne se limite pas à l’avant compétition, mais intègre les conditions de vie, les relations entre sportifs, avec la famille ou l’entraîneur, etc. ».
Le psychologue du sport peut aider le sportif à mieux se motiver et gérer son stress, à anticiper et s'entrainer via la visualisation mentale, a mieux supporter les accidents et défaites ou une fin (souvent précoce) de carrière de sportif.
On considère souvent que, dans une certaine mesures, chez les sportifs de haut niveau, comme chez ceux qui pratiquent de manière récréative ou à un niveau "amateur", l'humeurs de l'athlète reflètent l'état de sa santé mentale du moment, et s'avère statistiquement prédictives de la performance sportive. Le mental du sportif influe sur sa performance, et inversement. Le sportif comme la plupart des humains a aussi un besoin de reconnaissance, une récompense psychologique qui compense les efforts et les sacrifices faits parfois durant de années par le sportif dans le cadre de ses entrainement et de sa préparation motivationnelle. pour les sports d'équipe, Marc Levêque notait en 1993, pour la préparation terminale aux Jeux olympiques : « Le psychologue doit porter son attention vers le logistique et l’organisationnel, en tant qu’ils sont porteurs d’effets psychologiques indirects puissants. Il doit aider les cadres sportifs à questionner leurs procédures et à s’interroger sur les répercussions psychologiques de celles-ci. C’est alors un rôle de régulateur institutionnel qui prévaut, au sens donné dans l’institution réeducative et thérapeutique à ce terme ». 
Il a été récemment (2022) démontré et confirmé en Australie que les variations d'humeurs des sportifs avant une course sont très différentes de celles de la population générale pour les scores de tension et de vigueur, et pour les scores de dépression, de colère, de fatigue et de confusion. 
Ainsi, dans un groupe de 592 triathlètes d'âge variés, testés pour leur humeur avant la course, les scores indiquant un risque de dépression ou de colère étaient exceptionnellement bas (prévalence de 1,5 % d'indices de risque élevé de psychopathologie, contre ~5 % dans la population générale). 
On a aussi constaté que ces variations d'humeur différaient selon leur genre (masculin/féminin) et confirmé que selon l'âge (scores de tension sont plus élevés chez les hommes ; et plus élevés pour toutes et tous avant 45 ans). 
Ces résultats sont des corrélations et non des relations causales, mais de nombreux indices plaident pour l'importance d'une bonne préparation psychologique des sportifs, un facteur important depuis longtemps pris en compte dans le cas des arts martiaux traditionnels par exemple, et qui fait l'objet d'une attention croissante pour les sportifs de haut-niveau, et de leurs équipes le cas échéant depuis quelques décennies, en complément de la préparation physique. Les scores mesurés par l’échelle d’humeur Brunel ne prédisent pas les performances en triathlon (performance ici mesurée par le temps de course, en pourcentage de l’objectif de temps. Le score de bien-être psychologique était plus élevé chez les triathlète que la moyenne.
Il est à noter que pour des sports d'endurance complets comme le triathlon, la jeunesse n'est pas un facteur de haute performance : Les variables prédictives les plus importantes pour un temps de course rapide dans un ultra-triathlon de Double Iron (7,6 km de natation, 360 km de vélo et 84,4 km de course à pied) sont notamment : être de sexe masculin, avoir peu de graisse corporelle, être âgé de 35 à 40 ans, et avoir une importante expérience antérieure de ce type de course.
On a aussi montré qu'après des victoires ou défaites psychologiquement très importantes pour le sportif : après les jeux olympiques ou un championnat du monde typiquement, les sportifs de haut niveau peuvent subir un contre-coup voire un effondrement psychologique (dépression, parfois grave déclarée par près d'un quart des athlètes), que la psychologie du sport peut aider à surmonter, par des thérapies comportementales, plus que par des médicaments lorsque cela semble approprié.

Selon une déclaration de consensus publiée par le « groupe de réflexion international sur la santé mentale des athlètes », sous l'égide de la Société internationale de psychologie du sport (ISSP), la pression mise pour gagner est, après l'euphorie de la victoire, source de fréquentes « dépressions post-olympiques », « détresse psychologique élevée ou très élevée » chez environ 24 % des sportifs ayant participé aux Olympiades selon une étude publiée en 2021.
Enfin, on sait que les sportif peuvent être exposés à des facteurs de stress chronique à la fois physique et psychologiques, éventuellement exacerbés par la difficulté d'une discipline, son aspect dangereux, la brièveté de nombreuses carrières sportives, les contraintes imposées par les règlements et contrôle sportifs, la fréquence, la durée et l'intensité et la pression des entraînements, la pression mise par les parents ou proches chez les enfants que l'on pousse à une entraînement précoce, la volonté de contrôler son poids, des restrictions alimentaires auto-imposées ou conseillées (en particulier dans les disciplines dites « artistiques »), un dopage éventuel, la sous-culture liée à certaines disciplines sportives, une personnalité perfectionniste et/ou de « battant » ou de gagnant, certaines blessures et traumatisme psychiques, le surentraînement, le comportement de l'entraîneur, les déplacements, les enjeux financiers, etc.. 
La psychologie du sport permet notamment d'améliorer l'entrainement mental du sportif et une meilleure prise en compte et gestion sélective des émotions du sportif, au profit de ses processus attentionnels, d'apprentissage, d'ancrage et mémorisation par le corps (automaticité),, des habiletés sportives, et in fine sa performance.
Un risque accru de règles irrégulières (ou absentes) chez les sportives, des règles survenant au moment de compétitions, ou des pathologies de la dysfonction érectile chez l'Homme sont plus fréquentes chez les athlètes que chez les non-athlètes, « en particulier chez les athlètes de haut niveau », et ce sont autant de sources de problèmes psychologiques supplémentaires.

## Difficultés pour la Recherche
Outre des améliorations physiques, des bénéfices psychologiques associées à l'exercice physique sont trouvés, de manière répétée et cohérente, par la littérature scientifique et des témoignages individuels, faisant qu'on peut les considérer comme indéniables.
Pourtant comme le souligne Attila Szabo de l'Institut pour la promotion de la santé et les sciences du sport, à l' Université Eötvös Loránd de Budapest en 2013 : « diverses formes d'exercice, dont la durée et l'intensité varient, peuvent produire des changements positifs similaires dans l'affect, ce qui jette un doute sur l'importance des caractéristiques de l'exercice dans les avantages aigus de l'activité physique pour la santé mentale » (selon une enquête (1993) sur le ressenti de coureurs récréatifs avant et après une course auto-planifiée en contexte urbain, la durée de la course ainsi que le temps de course hebdomadaire, la distance de course hebdomadaire et l'expérience de course n'expliquaient que 14 à 30 % de la variance de l'affect de ces joggeurs, montrant que les avantages psychologiques de la course récréative peuvent être (pour 70 à près de 90% dans ces ca) plutôt liés à des effets placebo (conditionnement et/ou attente). D'autres études ont montré que l’auto-évaluation par le sportif de son effort physique a une forte composante affective.
Une des difficultés pour les chercheurs du domaine est que les études non biaisées, longitudinale, prospective, à long terme et en double aveugle, avec un grand échantillonnage sont difficiles à mettre en place, notamment en raison de la difficulté d'isoler, distinguer, classer et mesurer tous les effets, bénéfique ou non, directs ou indirects de facteurs musculaires, hormonaux, neurobiologiques et psychologiques et mentaux lié au sport. Ces effets sont difficiles à ne pas confondre avec ceux des effets, bénéfique ou non, de la dimension culturelle et sociétale, sociale et de plaisir liée à la participation individuelle et/ou collective à un sport individuel et/ou collectif pratiqué avec plus ou moins d'intensité et de régularité.
La notion d'effet placebo semble en outre difficile à appliquer à de nombreux aspects de l'activité physique. Pourtant la recherche a montré qu'un certain « effet placebo » peut avoir un rôle clé dans ce qu'Attila Szabo nomme « l'expérience d'exercice subjectif ». La recherche montre aussi que ni l'intensité de l'activité physique, ni sa durée ne sont prédictif du degré de bienfaits de l'exercice pour la santé mentale, alors que l'attente et le conditionnement semblent, eux, jouer un rôle, ce qui invite à reconsidérer l'effet placebo et l'effet des bénéfices affectifs dans la compréhension des puissants avantages mentaux fournis par l'activité sportive ou physique.

## Psychopathologie et sport
Les sciences du sport, avec des chercheurs en santé mentale ont surtout étudié certains effets ou liens avec divers troubles mentaux [ex : dépression, anxiété ou encore les troubles alimentaires, différents selon le genre, les athlètes femmes (étudiantes y compris) signalant plus de difficultés (tant du côté anorexie que boulimie) que leurs homologues masculins (avec un possible biais de déclaration ?), mais communs, (y compris chez les étudiants pratiquant un sport, et en forte augmentation, chez les sportifs, comme d'ailleurs dans la population générale ]) mettant en évidence des effets plutôt protecteur de l'activité physique et du sport chez les étudiants et les adolescents (contre le suicide notamment), quand il améliore l'estime de soi et/ou quand le jeune peut par cette voie sortir de l'isolement et/ou trouver un soutien social et émotionnel et une voie d'intégration, voire de la notoriété notamment chez les athlètes. 
Cette corrélation est m oins nette chez les femmes : par exemple chez "étudiants" aux Etats-Unis : selon un travail publié en 2002 par David R Brown et Curtis J Blanton, experts aux CDC américains dans la revue Medicine and sciences in sports and exercises : La participation sportive est globalement associée à moins de risque ou comportements suicidaires ; « les hommes du groupe « faible activité sportive » avaient près de la moitié de la probabilité de rapporter un comportement suicidaire que les hommes du groupe « inactif » », alors que « les femmes pratiquant une activité vigoureuse modérée ou fréquente étaient plus susceptibles de déclarer un comportement suicidaire que les femmes inactives ». Les étudiants ne pratiquant aucun sport étaient 2,5 fois plus susceptibles de déclarer un comportement suicidaire que ceux en pratiquant, et les étudiants non pratiquantes avaient 1,67 fois plus de chances de déclarer un comportement suicidaire que les femmes pratiquant un sport (attention : il s'agit d'une corrélation et non d'une relation ; certain facteurs de sédentarité, par difficulté d'inclusion par exemple, peuvent aussi être facteurs de risque de suicide). L'activité sportive et parfois le sport sont souvent encouragés comme intervention d'appoint pour le traitement de la dépression légère à modérée.
Inversement, des états mentaux souvent préoccupants sont observés chez les athlètes de haut-niveau.
Les sports d'élite, ou intensivement pratiqués, peut en effet causer divers troubles psychiques (parfois liés à des séquelles physiques des entrainements ou blessures), et de pathologies mentales. Le sport est de plus en plus international et pour partie de plus en plus compétitif, source dans ces contextes d'une pression accrue sur les athlètes d'élite, olympiques et professionnels. L'augmentation des charges d'entraînement, le stress des déplacements (décalage horaire...) et des exigences constantes de performance (depuis la petite enfance parfois) est source de « menaces potentielles pour la santé mentale des athlètes. Plusieurs études ont démontré des niveaux importants de problèmes de santé mentale chez les athlètes et sont donc préoccupantes (p. ex. Foskett et Longstaff, Citation2018; Schaal et al., Citation2011) ».
Une 1ère « déclaration de consensus » (résumé des opinions d'un groupe d'experts) a été produite à ce sujet en septembre 2018, mis en ligne en 2019 et publiée en 2020 dans la revue International Journal of Sport and Exercise Psychology par un groupe de réflexion international, apolitique et sans but lucratif, créé sous l'égide de la Société internationale de psychologie du sport (ISSP).

Cette « déclaration » affirme que la santé mentale est un élément essentiel d'une culture d'excellence, mais qu'elle devrait être mieux prise en compte par les organisations sportives, et mieux définie lorsqu'associée au contexte sportif, pour notamment produire des « stratégies d'évaluation plus complètes (et), pour unir leurs forces avec les organisations sportives afin d'étudier les environnements sportifs d'élite durables et le rôle de l'agent de santé mentale » ; « La recherche sur la santé mentale dans le sport devrait élargir la portée de l'évaluation ; La santé mentale des athlètes est une ressource majeure pour toute la carrière sportive et la vie après la carrière sportive ; L'environnement peut nourrir ou mal nourrir la santé mentale des athlètes ». Selon cette déclaration : « la santé mentale est l'affaire de tous, mais devrait être supervisée par un ou quelques membres spécifiques », dont un « responsable de la santé mentale » dont le rôle précis doit encore être précisés par les psychologues spécialisés et les organisations sportives. La santé mentale des athlètes devrait être un « élément essentiel d'un système sportif d'élite sain et un indicateur clé de leur efficacité, de soutenir les initiatives de recherche et de promouvoir la littératie en santé mentale de tout leur personnel tout en engageant un agent de santé mentale chargé de superviser un système de soutien ».

Cette déclaration recommande aussi aux organisations sportives de « reconnaître la santé mentale des athlètes comme un élément essentiel d'un système sportif d'élite sain et un indicateur clé de leur efficacité, de soutenir les initiatives de recherche et de promouvoir la littératie en santé mentale de tout leur personnel »

## Personnalités liées
- Pierre de Coubertin
- Lloyd "Bud" Winter
- Hans Selye
- Philip Jackson
- Michael Johnson
- Daniel Chao